# Scarodytes nigriventris
Scarodytes nigriventris är en skalbaggsart som först beskrevs av Zimmermann 1919.  Scarodytes nigriventris ingår i släktet Scarodytes och familjen dykare. Inga underarter finns listade i Catalogue of Life.